# Campionati italiani assoluti di ginnastica ritmica
I Campionati Italiani assoluti di ginnastica ritmica sono un’annuale competizione di ginnastica ritmica  in Italia.

## Medagliere
| Medagliere del Concorso Generale | Medagliere del Concorso Generale | Medagliere del Concorso Generale | Medagliere del Concorso Generale | Medagliere del Concorso Generale | Medagliere del Concorso Generale |
| -------------------------------- | -------------------------------- | -------------------------------- | -------------------------------- | -------------------------------- | -------------------------------- |
| Anno                             | Luogo                            | Oro                              | Argento                          | Bronzo                           | Dettagli                         |
| 2014                             | Rimini                           | Veronica Bertolini               | Alessia Russo                    | Federica Febbo                   | [ 1 ]                            |
| 2015                             |                                  | Veronica Bertolini               | Alessia Russo                    | Letizia Cicconcelli              |                                  |
| 2016                             |                                  | Veronica Bertolini               | Letizia Cicconcelli              | Alessia Russo                    | [ 2 ]                            |
| 2017                             | Arezzo                           | Veronica Bertolini               | Alexandra Agiurgiuculese         | Milena Baldassarri               | [ 3 ]                            |
| 2018                             | Terranuova                       | Milena Baldassarri               | Alexandra Agiurgiuculese         | Alessia Russo                    | [ 4 ]                            |
| 2019                             | Torino                           | Alexandra Agiurgiuculese         | Milena Baldassarri               | Alessia Russo                    | [ 5 ]                            |
| 2020                             | Folgaria                         | Milena Baldassarri               | Alexandra Agiurgiuculese         | Sofia Raffaeli                   | [ 6 ]                            |
| 2021                             | Folgaria                         | Milena Baldassarri               | Sofia Raffaeli                   | Alexandra Agiurgiuculese         | [ 7 ]                            |
| 2022                             | Folgaria                         | Sofia Raffaeli                   | Milena Baldassarri               | Sofia Maffeis                    | .                                |
| 2023                             | Folgaria                         | Sofia Raffaeli                   | Milena Baldassarri               | Viola Sella                      | .                                |
| 2024                             | Folgaria                         | Sofia Raffaeli                   | Milena Baldassarri               | Viola Sella                      | .                                |
| 2025                             | Folgaria                         | Sofia Raffaeli                   | Tara Dragas                      | Enrica Paolini                   | .                                |